# Поздеев, Валерий Николаевич
Валерий Николаевич Поздеев (1939—2001) — советский и российский лётчик, лауреат Государственной премии СССР в 1986 году за личное участие в эксперименте по переводу воздушного флота на новые экономические показатели.
Родился 29 января 1939 года в деревне Юшино Ненецкого национального округа. После окончания Краснокутского лётного училища — пилот с 1958 по 1962 год, командир самолёта Ан-2, заместитель командира эскадрильи с 1962 по 1978 годы Нарьян-марского авиаотряда. Затем переквалифицировался, с 1979 года командир вертолета Ми-8. Награждён медалью «За трудовое отличие» в 1966 году, орденом «Знак почета» в 1976 году. После выхода на пенсию в 1994 году жил в Нарьян-Маре. Скончался 10 мая 2001 года.
25 февраля 2016 года в честь Валерия Поздеева была названа улица в новом микрорайоне Нарьян-Мара.